# Affermage des impôts
Ne pas confondre avec Affermage.
 (août 2014).
Si vous disposez d'ouvrages ou d'articles de référence ou si vous connaissez des sites web de qualité traitant du thème abordé ici, merci de compléter l'article en donnant les références utiles à sa vérifiabilité et en les liant à la section « Notes et références ».
L'affermage des impôts est une forme d'impôt perçue par abonnement.
L'affermage des impôts, taxes et autres ressources publiques est une pratique courante de l'Antiquité à l'ère moderne. Dans l'Empire romain, les publicains assurent la collecte de différentes taxes en versant un montant fixé à l'avance au trésor public.
Dans l'économie de l'Empire ottoman, l'iltizam est l'affermage des impôts, parfois aussi des marais salants, des pêcheries et des mines. Il est aboli au XIXe siècle pendant les réformes du tanzimat.
En France sous l'Ancien Régime, des compagnies de financiers privés, la ferme générale, perçoivent la gabelle (impôt sur le sel) et plusieurs autres taxes. Ce système, très impopulaire, est aboli par la Révolution française de 1789.
L'abonnement fiscal est une forme d'affermage négocié par les collectivités locales. Chaque année ou régulièrement, les abonnements étaient acceptées et négociés par les États provinciaux. Il s'agit de remplacer un impôt dont le produit est difficile à estimer avec précision, donc difficile et coûteux à percevoir, par une somme déterminée par une convention entre le fisc et les collectivités redevables. Le fisc y gagne une rentrée de fonds sûre et relativement facile à récupérer. Les contribuables ont négocié un montant inférieur à ce qu'ils auraient dû débourser.
Entre autres impositions, les principaux impôts royaux comme la capitation, les dixièmes et les vingtièmes étaient en partie perçus par abonnement.